# CHIPSat
CHIPSat (Cosmic Hot Interstellar Plasma Spectrometer satellite) は2003年1月12日に打ち上げられた人工衛星である。衛星は小型で、ICESatを打ち上げるデルタIIに一緒に乗せられた。NASAのUNEX (University-Class Explorer Program) の第1号である。太陽から300光年以内の局所泡と呼ばれる領域の、高温の星間ガスが放射している微弱な極端紫外線のスペクトルを観測する。
通信にTCP/IPを用いる、アメリカで最初の衛星である。
カリフォルニア大学バークレー校のSpace Sciences Laboratoryがスペクトル計の製作者であり、地上基地である。他にバージニア州のワロップス島とオーストラリアのアデレードに通信基地がある。